# Jade North
Jade North (født 7. januar 1982) er en australsk fodboldspiller.

## Australiens fodboldlandshold
| Australiens landshold | Australiens landshold | Australiens landshold |
| År                    | Kmp                   | Mål                   |
| --------------------- | --------------------- | --------------------- |
| 2002                  | 4                     | 0                     |
| 2003                  | 0                     | 0                     |
| 2004                  | 6                     | 0                     |
| 2005                  | 1                     | 0                     |
| 2006                  | 3                     | 0                     |
| 2007                  | 1                     | 0                     |
| 2008                  | 8                     | 0                     |
| 2009                  | 5                     | 0                     |
| 2010                  | 3                     | 0                     |
| 2011                  | 3                     | 0                     |
| 2012                  | 5                     | 0                     |
| 2013                  | 2                     | 0                     |
| Total                 | 41                    | 0                     |